# Tredozio
Tredozio ist eine italienische Gemeinde (comune) mit 1120 Einwohnern (Stand 31. Dezember 2023) in der Provinz Forlì-Cesena in der Emilia-Romagna. Die Gemeinde liegt etwa 28,5 Kilometer südwestlich von Forlì und etwa 40 Kilometer westsüdwestlich von Cesena im Valle del Tramazzo und grenzt unmittelbar an die Metropolitanstadt Florenz (Toskana). Tredozio liegt im Parco nazionale delle Foreste Casentinesi, Monte Falterona e Campigna.

## Geschichte
Die Errichtung des Klosters von Tredozio ist in das Jahr 1060 zu datieren.  

## Gemeindepartnerschaft
Tredozio unterhält Partnerschaften mit der italienischen Gemeinde Arcevia in der Provinz Ancona und mit der hessischen Gemeinde Hofbieber (Deutschland).